# Zuiderstation (Amsterdam)

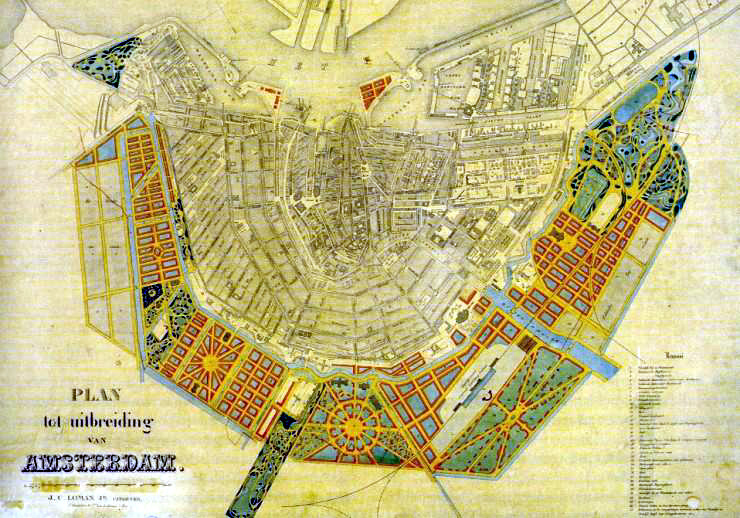
Het afgewezen uitbreidingsplan van Jacobus van Niftrik uit 1867, met rechtsonder, zuidelijk van het Frederiksplein, het niet gerealiseerde, 'Geprojecteerde Centraal Station'.

Sporenplan van het geplande Zuiderstation uit een onderzoek van de Staatscommissie van 1901

Het Zuiderstation is de aanduiding voor diverse plannen om aan de zuidkant van Amsterdam een groot station aan te leggen. De eerste spoorlijnen van en naar Amsterdam, naar Haarlem (geopend in 1839) en naar Utrecht (geopend in 1843) hadden ieder hun eigen kopstation aan de rand van de toenmalige stad. In 1866 werden de eerste plannen gemaakt om deze spoorlijnen met elkaar te verbinden. In Amsterdam, dat toen nog begrensd werd door de Singelgracht, werd voorgesteld om aan de zuidkant hiervan een nieuw hoofdstation te bouwen. Er bestaan kaarten uit die tijd waarop dit station staat aangegeven op verschillende locaties, bij de Leidsepoort, of ter hoogte van waar nu het Sarphatipark in De Pijp ligt.

## Plan Van Niftrik
In het plan van Van Niftrik uit 1867 staat het station weergegeven op deze laatste locatie. In het soberder plan Kalff uit 1877 staat het Centraal Station al ingetekend op zijn huidige locatie en komt het Zuiderstation niet meer voor.

## Regering kiest voor het Open Havenfront
In Den Haag werd in 1869 over het station beslist. De regering hakte de knoop door dat het nieuwe station in het Open Havenfront ter hoogte van het Damrak moest komen. Amsterdam protesteerde hevig omdat men vreesde voor aantasting van het oudste deel van de haven. Het Centraal Station is inderdaad aangelegd op drie in het IJ aangeplempte eilanden en werd in 1889 geopend.
Na opening van de spoorlijnen naar Hilversum in 1874 en naar Zaandam in 1878 groeide het spoorwegverkeer. Ook het goederenverkeer groeide vanaf 1878 na de aanleg van het Oostelijk Havengebied, inclusief uitgebreide voorzieningen voor de spoorwegen.

## Plan Ceintuurspoorlijn
In 1905 verschenen er weer plannen voor een Ceintuurspoorlijn aan de zuidkant van de stad, inclusief een Zuiderstation. Het is ingetekend midden in het gebied waar later Plan Zuid zou komen. In de eerste versie van Plan Zuid van H.P. Berlage uit 1904 komt dit project echter niet voor.

## Plan Zuid van Berlage

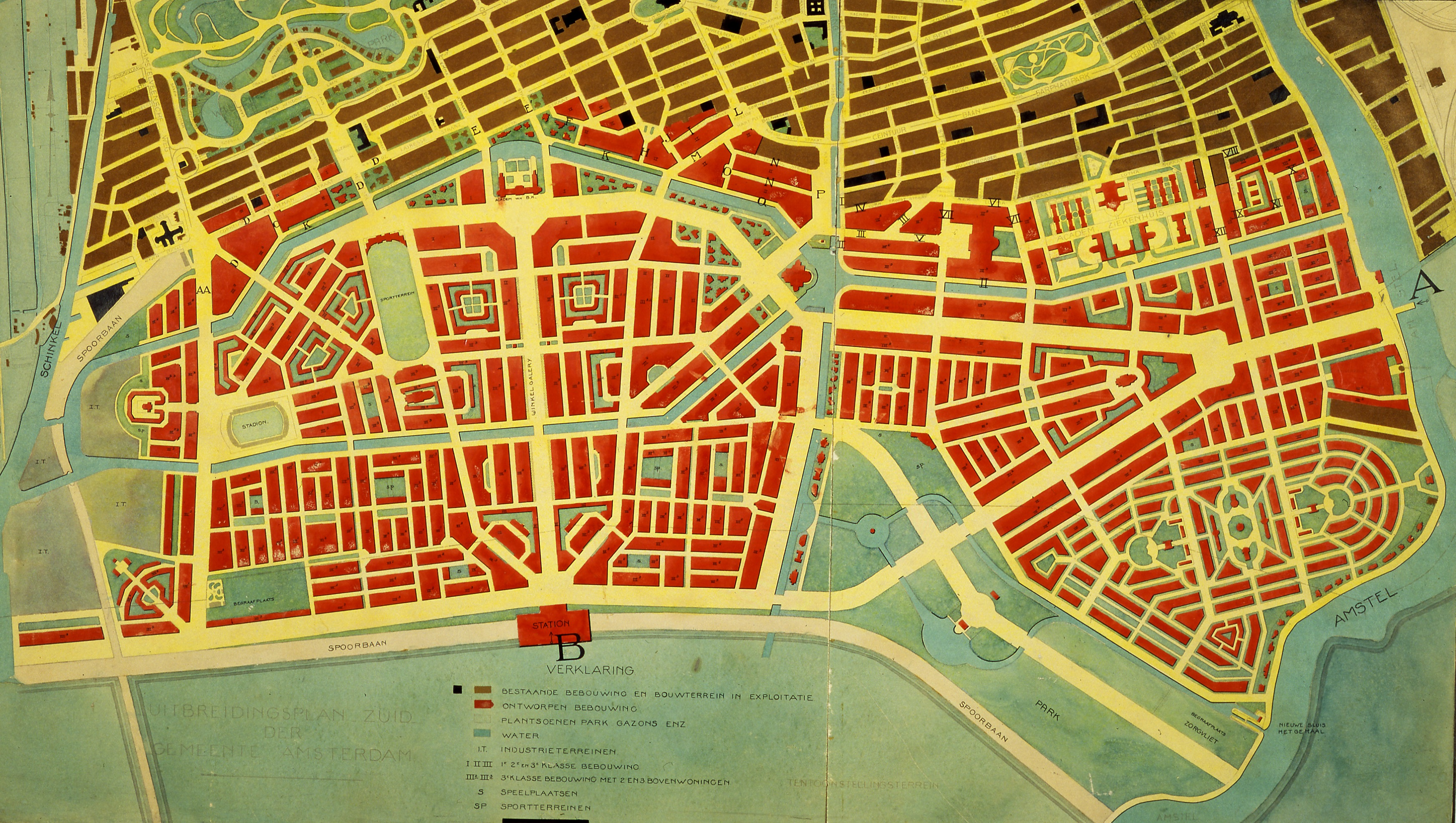
Het Plan Zuid uit 1914 dat de gemeenteraad in 1917 goedkeurde, met onder in het midden het prominente Zuiderstation.

In het tweede, wel aangenomen, Plan Zuid uit 1914 (vastgesteld in 1917) is wel een Zuiderstation opgenomen, maar veel zuidelijker dan in de eerdere versies. Dit zou echt een 'tweede centraal station' worden, met een groot station en groot emplacement. Het was ook stedebouwkundig centraal geplaatst in het Plan Zuid.

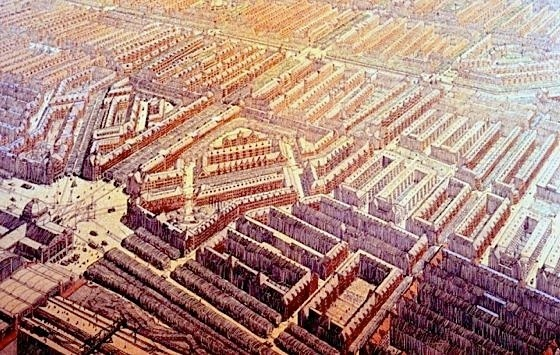
Vogelvlucht van Plan Zuid uit 1914 dat de gemeenteraad in 1917 goedkeurde, met linksonder het prominente Zuiderstationsplein met stationsgebouw.

Op een van de vogelvluchtprenten die Berlage maakte ter illustratie van zijn plan is een groot monumentaal stationsgebouw te zien met een weids vierkant stationsplein, waar verschillende grote hoofdstraten op uit kwamen, waarvan de middelste een allee was die als symmetrieas het westelijke deel van Plan Zuid (met de Stadionbuurt en Apollobuurt) in tweeën deelde. Evenwijdig aan de spoorlijn was een hoofdstraat voorzien van de Zuider Amstellaan naar het Zuiderstation en verder naar de Amstelveenseweg.

## Ringspoorbaan
Het door Berlage geplande monumentale Zuiderstation kwam er niet in die vorm. Voor de Ringspoorbaan werd in de jaren dertig wel een dijklichaam aangelegd, maar pas een halve eeuw later was hier een spoorverbinding.

### Uitbreiding verder naar het zuiden
Ten zuiden van de Ringspoorbaan kwam er een geheel nieuwe tuinstad, Buitenveldert, waardoor er meer noord-zuidverbindingen moesten komen. Van de drie grote hoofdstraten die in een dubbele V-vorm zouden eindigen op het grote Zuiderstationsplein, werden er nu twee rechtgetrokken richting Buitenveldert, de Beethovenstraat en de Parnassusweg. De middelste hoofdstraat, de Minervalaan en ooit voorzien als hoofdwinkelstraat, liep nu dood op de Stadionkade. Ten zuiden hiervan kwam in het verlengde een aparte straat met geheel ander karakter, maar wel dezelfde naam die doodloopt bij de Strawinskylaan. De buurt ten zuiden van het Zuider Amstelkanaal, de Prinses Irenebuurt, werd na de Tweede Wereldoorlog bebouwd en wijkt geheel af van de structuur die door Berlage was ontworpen. Van een 'stationsplein' is nauwelijks meer sprake.

### Ringweg Zuid
Ook een geheel nieuwe ontwikkeling was de aanleg van de Ringweg Zuid (A10), waardoor de oost-west lopende verbindingsstraat van het Westerscheldeplein langs het Zuiderstation en verder naar de Amstelveenseweg er niet is gekomen.

## Station Amsterdam Museumplein
Er waren in de vroege jaren zeventig van de twintigste eeuw ook plannen voor een (terminus) bij het Museumplein. Dit Station Amsterdam Museumplein is er door angst voor verdringing van de woonfunctie (door het bouwen van kantoren en winkels) en grootschalige centrumstedelijke vernieuwingsdrift uiteindelijk ook nooit gekomen.

## Station Amsterdam Zuid

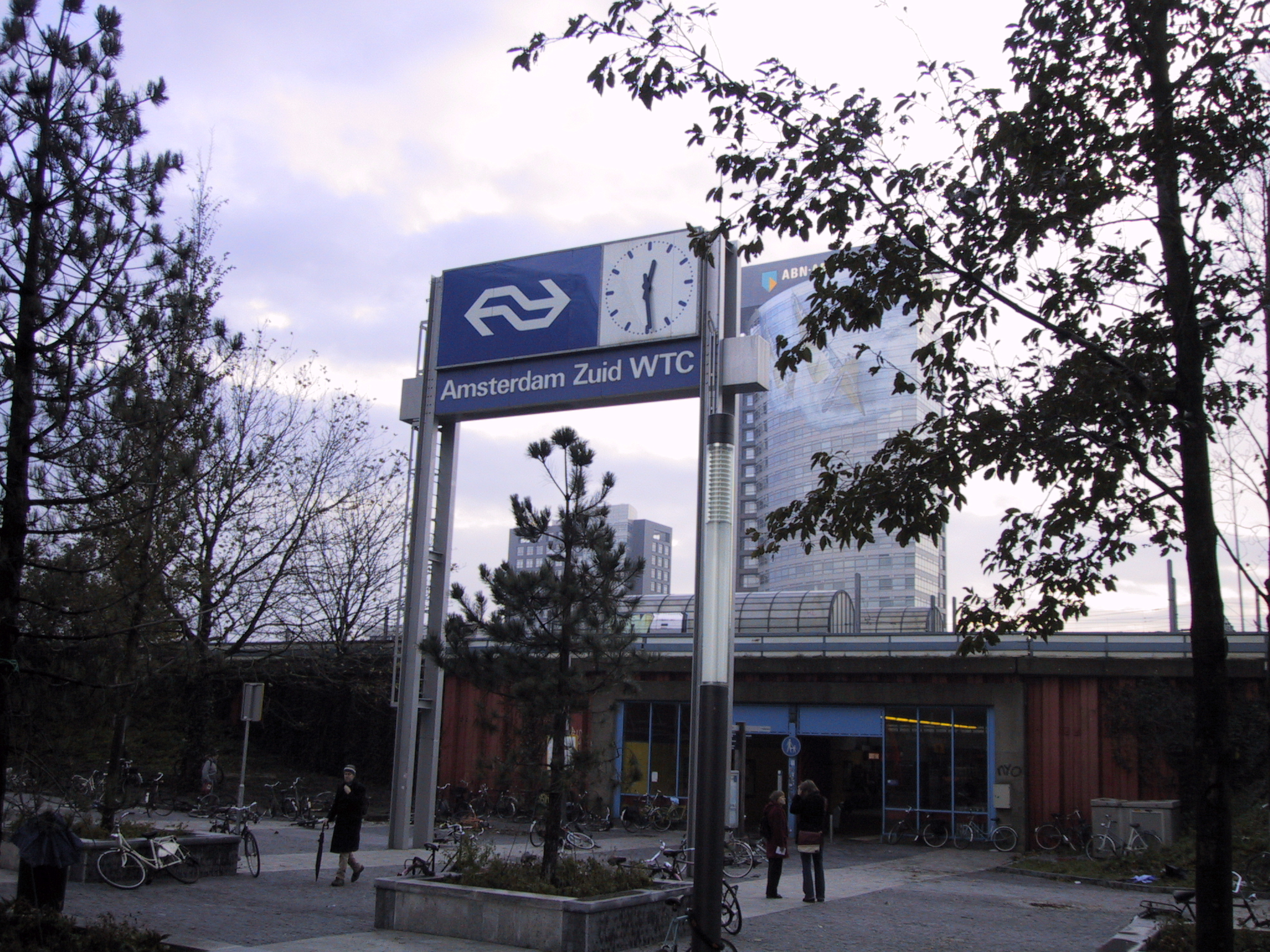
De initieel bescheiden opzet van de ingang van station Zuid

Station Amsterdam Zuid, op de plaats van het monumentale Zuiderstation van Berlage, werd in 1978 geopend als een simpele halte op de middenberm van de snelweg als tijdelijk station voordat station Amsterdam Museumplein gereed zou komen. Na het annuleren van station Museumplein is het echter stuk voor stuk uitgebreid met perrons en metro- en NS-sporen tussen de rijbanen van het autoverkeer. De tijdelijke oorsprong resulteert dat het station initieel erg verscholen lag tussen het wegenplan ten noorden en ten zuiden van het station en niet optimaal aansluit op de grote kantoorgebouwen van de Zuidas die rondom dit station zijn verrezen.
Ondanks deze in verhouding tot de vroegere plannen bescheiden opzet is het huidige station wel inmiddels na het Centraal Station het drukste station van Amsterdam geworden. 